# Rossinyol selvàtic dorsigrís
El rossinyol selvàtic dorsigrís (Stiphrornis xanthogaster; Syn:Stiphrornis erythrothorax xanthogaster) és un ocell de la família dels muscicàpids (Muscicapidae). Es troba a l'Àfrica central, des del sud-est del Camerun i nord-est del Gabon arribant fins a Uganda. Habita boscos pantanosos amb un dens sotabosc i boscos de secà. El seu estat de conservació és considerat de risc mínim.
Segons el Handook of the Birds of the World i la quarta versió de la BirdLife International Checklist of the birds of the world (Desembre 2019), aquest tàxon tindria la categoria d'espècie. Tanmateix, altres obres taxonòmiques, el consideren una subespècie del rossinyol selvàtic (Stiphrornis erythrothorax).

## Taxonomia
Segons la Classificació del Congrés Ornitològic Internacional (versió 12.1, 2022) el gènere Stiphrornis seria monotípic i estaria format per una única espècie, el rossinyol selvàtic (Stiphrornis erythrothorax) amb vuit subespècies:
Tanmateix, segons el Handook of the Birds of the World i la quarta versió de la BirdLife International Checklist of the birds of the world (desembre 2019), tres de les vuit subespècies del rossinyol selvàtic haurien de segmentar-se en una espècie diferent: Stiphrornis xanthogaster, passant a formar part d'aquest nou tàxon:
| COI                | HBW & BLI          | Distribució                                                         |
| ------------------ | ------------------ | ------------------------------------------------------------------- |
| S. e. xanthogaster | S. x. xanthogaster | Des del sud-est del Camerun i nord-est del Gabon arribant a Uganda. |
| S. e. sanghensis   | S. x. sanghensis   | sud-oest de la República Centreafricana.                            |
| S. e. rudderi      | S. x. rudderi      | Centre-nord de la República Democràtica del Congo.                  |